# Alive 2007
Alive 2007 là album trực tiếp thứ hai của bộ đôi nhạc điện tử người Pháp Daft Punk, được phát hành vào ngày 19 tháng 11 năm 2007 bởi Virgin Records. Nó được thu âm tại màn trình diễn của bộ đôi tại cung thể thao Paris-Bercy ở Paris vào ngày 14 tháng 6 năm 2007 trong chuyến lưu diễn Alive 2006/2007. Album đã giành được giải Grammy cho Album nhạc điện tử/dance xuất sắc nhất năm 2009. Một phiên bản đặc biệt của album đã được phát hành bao gồm phần encore từ chuyến lưu diễn trên đĩa thứ hai.

## Tiểu sử
Alive 2007 được thu âm tại buổi biểu diễn của Daft Punk tại cung thể thao Paris-Bercy vào ngày 14 tháng 6 năm 2007, trong chuyến lưu diễn Alive 2006/2007 của họ. Daft Punk đã biểu diễn các bản remix của nhiều bài hát nổi tiếng của họ. Việc sử dụng những bản nhạc của Human After All, vốn đã nhận được nhiều ý kiến trái chiều, đã khiến các nhà phê bình phải xem xét lại album.
Album bao gồm các yếu tố của bài hát "Touch It" của Busta Rhymes, bài hát này được sản xuất bởi Swizz Beatz với một sample của "Technologic". Ngoài ra còn có bản remix của Daft Punk cho bài hát "Forget About the World" của Gabrielle. Phần encore của các buổi biểu diễn năm 2007 có sử dụng các dự án phụ của Bangalter: "Music Sounds Better with You" của Stardust và đĩa đơn đầu tay "Together" của Together.

## Chuyến lưu diễn
Vào đầu năm 2006, Daft Punk công bố kế hoạch cho một số buổi biểu diễn đặc biệt vào mùa hè. Vào ngày 29 tháng 4, Daft Punk biểu diễn tại Lễ hội Coachella, nơi họ nhận được sự chào đón tưng bừng cho buổi biểu diễn đầu tiên tại Hoa Kỳ kể từ năm 1997. Ban đầu Thomas Bangalter đã nói rằng sẽ có một DVD cho buổi biểu diễn trực tiếp gần đây của họ. Sau đó, bộ đôi nhấn mạnh sự miễn cưỡng của mình đối với việc phát hành như vậy, vì họ cảm thấy rằng các video nghiệp dư trực tuyến hấp dẫn hơn bất cứ thứ gì được quay một cách chuyên nghiệp. Sau khi buổi biểu diễn vào ngày 11 tháng 11 năm 2006 tại Lễ hội Âm nhạc Bang! kết thúc, ban nhạc sau đó đã công bố một số buổi biểu diễn trực tiếp trong năm 2007, cùng với đó là chuyến lưu diễn vòng quanh thế giới, Alive 2007. Cũng được thông báo là các ngày tại Lễ hội Wireless và RockNess vào tháng 6, lễ hội Oxegen vào tháng 7 và Lollapalooza vào tháng 8.

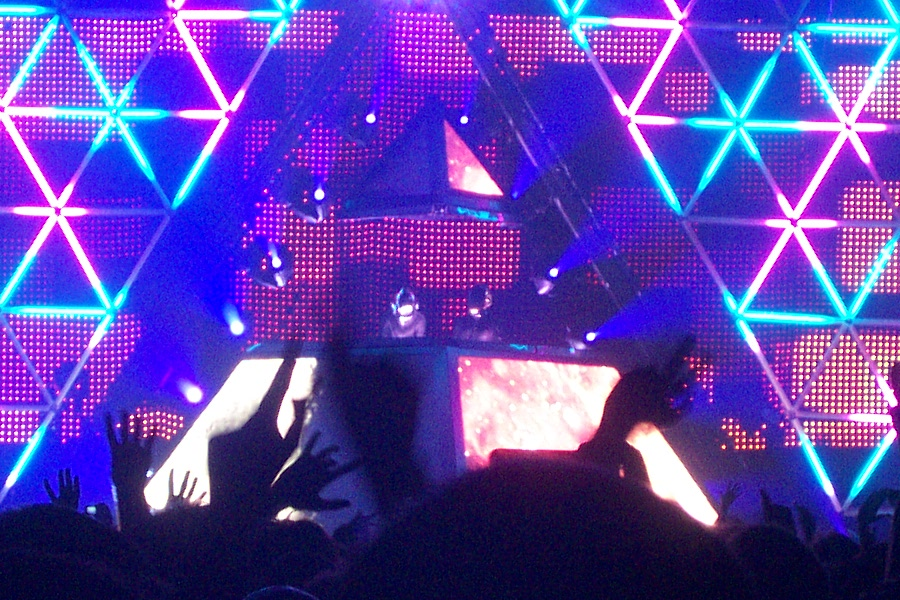
Daft Punk biểu diễn tại Bercy, tháng 6 năm 2007

Daft Punk đã biểu diễn tại Lễ hội RockNess bên bờ hồ Loch Ness, Scotland vào ngày 10 tháng 6 năm 2007 trong đấu trường Clash có sức chứa 10.000 người. Trước sự không hài lòng của khán giả, chương trình đã bị hoãn lại, nhưng khán giả đã chào đón bộ đôi một cách tưng bừng khi họ xuất hiện. Một phần của đấu trường đã được dỡ bỏ để cho hàng nghìn người bên ngoài vào xem buổi biểu diễn. Vào ngày 16 tháng 6, Daft Punk đã biểu diễn vào ngày thứ ba của Lễ hội O2 Wireless.
Daft Punk đã biểu diễn trên sân khấu Stage 2/NME tại lễ hội âm nhạc Oxegen vào ngày 8 tháng 7 năm 2007. Buổi trình diễn trực tiếp của họ được bắt đầu bằng việc chiếu đoạn trailer cho bộ phim Daft Punk's Electroma. Bốn ngày sau, bộ đôi này chơi tại Lễ hội Traffic ở Torino, Ý.
Daft Punk đã biểu diễn trên sân khấu AT&T vào ngày 3 tháng 8 năm 2007, đêm đầu tiên của lễ hội âm nhạc Lollapalooza ở Chicago. Buổi biểu diễn của họ ở đó đã được Pitchfork ca ngợi rằng nó "là một lời nhắc nhở rất cần thiết về sức mạnh vẫn còn tiềm tàng của nhạc pop truyền thông." Vào ngày 5 tháng 8, họ biểu diễn tại Trung tâm Quốc tế ở Toronto, sau đó là một buổi biểu diễn vào ngày 9 tháng 8 tại KeySpan Park ở Brooklyn, New York. Bộ đôi cũng đã biểu diễn tại lễ hội Vegoose ở Las Vegas vào ngày 27 tháng 10. Họ xuất hiện tại lễ hội cùng với các ban nhạc Rage Against the Machine, Muse và Queens of the Stone Age. Cuối tháng 10, Daft Punk đã biểu diễn ở thành phố México. Bộ đôi cũng đã biểu diễn vào ngày 2 tháng 11 năm 2007 tại Arena Monterrey ở Monterrey, México và Guadalajara.
Modular Recordings thông báo rằng Daft Punk sẽ xuất hiện tại Úc trong một sự kiện vào tháng 12 năm 2007 mang tên Never Ever Land. Thông báo giải quyết nhiều năm đồn đoán về việc liệu Daft Punk có đến Úc để biểu diễn trực tiếp hay không. Daft Punk đã được hỗ trợ bởi các nhạc sĩ khác như SebastiAn và Kavinsky tại các buổi biểu diễn, được công bố là một phần mở rộng cho chuyến lưu diễn Alive 2007. Bộ đôi lưu diễn đến Melbourne, Perth, Brisbane và cuối cùng là Sydney. Một cuộc phỏng vấn của Triple J với Pedro Winter (Busy P) đã tiết lộ rằng sự xuất hiện của Daft Punk tại Sydney vào ngày 22 tháng 12 sẽ là buổi biểu diễn cuối cùng của họ trong năm 2007 và là buổi diễn cuối cùng của kim tự tháp ánh sáng. Vé cho chuyến lưu diễn Úc được bán nhanh hơn bất kỳ sự kiện nào liên quan đến Daft Punk trong lịch sử của họ.

### Kỹ thuật
Đối với các buổi biểu diễn, Daft Punk đã sử dụng phần mềm Ableton Live trên các "siêu máy tính tùy chỉnh" được điều khiển từ xa bằng bộ điều khiển MIDI Behringer BCR2000 và màn hình điểu khiển cảm ứng JazzMutant Lemur. Họ cũng sử dụng các đàn Minimoog Voyager RME, với bộ hòa âm, cho phép họ "hòa âm, xáo trộn, kích hoạt vòng lặp, lọc âm, bóp méo mẫu, EQ vào và ra, chuyển vị hoặc phá hủy và giải cấu trúc các đường âm thanh". Phần lớn các thiết bị được cất giữ trong các tháp ngoài sân khấu trong các buổi biểu diễn.
Hình ảnh thị giác của chuyến lưu diễn được thiết lập bởi XL Video. Công ty đã cung cấp các máy Mac Pro tám-lõi chạy Catalyst v4 và Final Cut Pro. Daft Punk đã tiếp cận công ty với ý tưởng hình ảnh của họ cho các buổi biểu diễn. "Họ đến với chúng tôi với một ý tưởng khá cố định về những gì họ muốn", người đứng đầu XL Video, Richard Burford cho biết. "Họ muốn trộn video trực tiếp với các hiệu ứng. Sử dụng Mac Pro tám0lõi, chúng tôi có thể lấy tám nguồn kỹ thuật số và coi chúng như các luồng video. Sau đó, họ có thể sử dụng Catalyst để điều phối video với các hiệu ứng ánh sáng và thêm hiệu ứng nhanh chóng. Các luồng video kỹ thuật số cuối cùng chạy đến các màn hình LED."

### Tầm ảnh hưởng
Chuyến lưu diễn đã được hoan nghênh. The Times mô tả buổi biểu diễn là một "cảnh tượng cảm giác đáng nhớ, vừa chói mắt vừa chói tai" và ThisisLondon tuyên bố đây là "một buổi biểu diễn gần như không có lỗi của electro hưng phấn không ngừng". NME viết rằng màn trình diễn là "một sự ngoạn mục của robot", trong khi Shoutmouth mô tả nó là "một chuyến khải hoàn". Chuyến lưu diễn được ghi nhận là đã mang nhạc dance đến với nhiều khán giả hơn, đặc biệt là ở Bắc Mỹ. Nhà báo Gabriel Szatan của The Guardian đã ví nó như buổi biểu diễn năm 1964 của The Beatles trên The Ed Sullivan Show, nơi đã đưa nhạc rock and roll Anh trở thành dòng nhạc chính thống của Hoa Kỳ.

### Danh sách các buổi biểu diễn
| Năm  | Ngày              | Thành phố                  | Quốc gia       | Địa điểm                          |
| 2006 | Bắc Mỹ            | Bắc Mỹ                     | Bắc Mỹ         | Bắc Mỹ                            |
| ---- | ----------------- | -------------------------- | -------------- | --------------------------------- |
| 2006 | 29 tháng 4        | Indio, California          | Hoa Kỳ         | Empire Polo Club                  |
| 2006 | Châu Âu và châu Á |                            |                |                                   |
| 2006 | 30 tháng 6        | Belfort                    | Pháp           | Lac de Malsaucy                   |
| 2006 | 14 tháng 7        | Barcelona                  | Tây Ban Nha    | Parc del Fòrum                    |
| 2006 | 15 tháng 7        | Madrid                     | Tây Ban Nha    | Boadilla del Monte                |
| 2006 | 26 tháng 7        | Stratford-upon-Avon        | Vương quốc Anh | Long Marston Airfield             |
| 2006 | 5 tháng 8         | Zambujeira do Mar, Odemira | Bồ Đào Nha     | Herdade da Casa Branca            |
| 2006 | 12 tháng 8        | Chiba                      | Nhật Bản       | Makuhari Messe                    |
| 2006 | 13 tháng 8        | Osaka                      | Nhật Bản       | WTC Open Air Stadium              |
| 2006 | 19 tháng 8        | Hasselt                    | Bỉ             | Domein Kiewit                     |
| 2006 | 28 tháng 8        | Dublin                     | Ireland        | Marlay Park                       |
| 2006 | 9 tháng 9         | Warszawa                   | Ba Lan         | Służewiec Racetrack               |
| 2006 | Nam Mỹ            |                            |                |                                   |
| 2006 | 27 tháng 10       | Rio de Janeiro             | Brasil         | Marina da Glória                  |
| 2006 | 29 tháng 10       | São Paulo                  | Brasil         | Jockey Club de São Paulo          |
| 2006 | 2 tháng 11        | Santiago de Chile          | Chile          | Espacio Riesco                    |
| 2006 | 4 tháng 11        | Buenos Aires               | Argentina      | Club Ciudad de Buenos Aires       |
| 2006 | Bắc Mỹ            |                            |                |                                   |
| 2006 | 11 tháng 11       | Miami                      | Hoa Kỳ         | Bicentennial Park                 |
| 2007 | Châu Âu           | Châu Âu                    | Châu Âu        | Châu Âu                           |
| 2007 | 10 tháng 6        | Inverness                  | Vương quốc Anh | Clunes Farm                       |
| 2007 | 14 tháng 6        | Paris                      | Pháp           | Cung thể thao Bercy               |
| 2007 | 16 tháng 6        | Luân Đôn                   | Vương quốc Anh | Công viên Hyde                    |
| 2007 | 17 tháng 6        | Leeds                      | Vương quốc Anh | Harewood House                    |
| 2007 | 23 tháng 6        | Istanbul                   | Thổ Nhĩ Kỳ     | Turkcell Kuruçeşme Arena          |
| 2007 | 26 tháng 6        | Nîmes                      | Pháp           | Arena of Nîmes                    |
| 2007 | 29 tháng 6        | Düsseldorf                 | Đức            | Philips Halle                     |
| 2007 | 30 tháng 6        | Berlin                     | Đức            | Velodrom                          |
| 2007 | 4 tháng 7         | Amsterdam                  | Hà Lan         | Heineken Music Hall               |
| 2007 | 6 tháng 7         | Esch-sur-Alzette           | Luxembourg     | Rockhal                           |
| 2007 | 8 tháng 7         | Naas, Leinster             | Ireland        | Punchestown Racecourse            |
| 2007 | 12 tháng 7        | Torino                     | Ý              | Parco della Pellerina             |
| 2007 | Bắc Mỹ            |                            |                |                                   |
| 2007 | 21 tháng 7        | Los Angeles                | Hoa Kỳ         | Los Angeles Memorial Sports Arena |
| 2007 | 27 tháng 7        | Berkeley                   | Hoa Kỳ         | Hearst Greek Theatre              |
| 2007 | 29 tháng 7        | Seattle                    | Hoa Kỳ         | WaMu Theater                      |
| 2007 | 31 tháng 7        | Morrison, Colorado         | Hoa Kỳ         | Red Rocks Amphitheatre            |
| 2007 | 3 tháng 8         | Chicago                    | Hoa Kỳ         | Grant Park                        |
| 2007 | 5 tháng 8         | Mississauga                | Canada         | Arrow Hall                        |
| 2007 | 7 tháng 8         | Montréal                   | Canada         | Bell Centre                       |
| 2007 | 9 tháng 8         | Thành phố New York         | Hoa Kỳ         | KeySpan Park                      |
| 2007 | 27 tháng 10       | Las Vegas                  | Hoa Kỳ         | Sam Boyd Stadium                  |
| 2007 | 31 tháng 10       | Thành phố México           | México         | Palacio de los Deportes           |
| 2007 | 2 tháng 11        | Monterrey                  | México         | Monterrey Arena                   |
| 2007 | 4 tháng 11        | Zapopan                    | México         | Telmex Auditorium                 |
| 2007 | Châu Á            |                            |                |                                   |
| 2007 | 6 tháng 12        | Kobe                       | Nhật Bản       | World Memorial Hall               |
| 2007 | 8 tháng 12        | Chiba                      | Nhật Bản       | Makuhari Messe                    |
| 2007 | 9 tháng 12        | Chiba                      | Nhật Bản       | Makuhari Messe                    |
| 2007 | Úc                |                            |                |                                   |
| 2007 | 13 tháng 12       | Melbourne                  | Úc             | Sidney Myer Music Bowl            |
| 2007 | 14 tháng 12       | Melbourne                  | Úc             | Sidney Myer Music Bowl            |
| 2007 | 16 tháng 12       | Perth                      | Úc             | The Esplanade                     |
| 2007 | 20 tháng 12       | Brisbane                   | Úc             | Riverstage                        |
| 2007 | 22 tháng 12       | Sydney                     | Úc             | Showground Main Arena             |

## Đánh giá từ giới phê bình
| Đánh giá chuyên môn  | Đánh giá chuyên môn |
| Điểm trung bình      | Điểm trung bình     |
| Nguồn                | Đánh giá            |
| -------------------- | ------------------- |
| Metacritic           | 78/100              |
| Nguồn đánh giá       |                     |
| Nguồn                | Đánh giá            |
| AllMusic             | [ 34 ]              |
| Entertainment Weekly | A−                  |
| Pitchfork            | 8.5/10              |
| Robert Christgau     | A−                  |
| Rolling Stone        | [ 38 ]              |

Trên trang tổng hợp đánh giá Metacritic, Alive 2007 có số điểm là 78/100. Pitchfork coi nó là "Bản Mixtape tối thượng của Daft Punk", nhận thấy rằng các bài hát từ Human After All đã được "liên tục cải tiến và tái sinh" tại buổi biểu diễn trực tiếp. AllMusic nói rằng "[Album] có cảm giác như một buổi hòa nhạc trực tiếp thành công lớn nhất, nhưng được tiếp thêm sức mạnh bởi tài năng của Daft Punk trong việc kết nối các bài hát với nhau.", nhưng AllMusic cũng cho rằng nó ít vượt trội hơn Alive 1997. Một đánh giá của The Star lưu ý rằng việc phát hành album cùng lúc đang lưu diễn của Daft Punk đã khôi phục danh tiếng tích cực của bộ đôi sau những ý kiến trái chiều xung quanh Human After All.
Dave de Sylvia của Sputnikmusic đã chấm cho album 4/5 sao và nói, "Alive 2007 là một tuyển tập âm nhạc nghẹt thở như bất kỳ tuyển tập âm nhạc nào được phát hành trong năm nay." Entertainment Weekly cảm thấy rằng tiếng ồn tử khán giả đã nâng tầm tâm trạng tích cực của buổi biểu diễn. Rolling Stone nói rằng Alive 2007 "mất đi một số trải nghiệm cần thiết" khi tham dự các buổi biểu diễn trực tiếp của Daft Punk. Trong bài đánh giá tích cực đuy nhất của mình cho Daft Punk, Robert Christgau tin rằng việc phát hành video của toàn buổi biểu diễn là không nên vì quá nhiều năng lượng sẽ bị mất đi.
Vào ngày 3 tháng 12 năm 2008, Alive 2007 và đĩa đơn "Harder, Better, Faster, Stronger (Alive 2007)" lần lượt nhận được đề cử giải Grammy cho Album nhạc điện tử/dance xuất sắc nhất và Thu âm nhạc dance xuất sắc nhất. Cả album và đĩa đơn đều được công bố đoạt giải trong lễ phát sóng trước lễ trao giải Grammy lần thứ 51.

## Danh sách bài hát
Tất cả các ca khúc được viết bởi Daft Punk.
| STT              | Nhan đề                                                                        | Thời lượng |
| ---------------- | ------------------------------------------------------------------------------ | ---------- |
| 1.               | "Robot Rock / Oh Yeah"                                                         | 6:27       |
| 2.               | "Touch It / Technologic"                                                       | 5:29       |
| 3.               | "Television Rules the Nation / Crescendolls"                                   | 4:51       |
| 4.               | "Too Long / Steam Machine"                                                     | 7:01       |
| 5.               | "Around the World / Harder, Better, Faster, Stronger"                          | 5:42       |
| 6.               | "Burnin' / Too Long"                                                           | 7:11       |
| 7.               | "Face to Face / Short Circuit"                                                 | 4:55       |
| 8.               | "One More Time / Aerodynamic"                                                  | 6:10       |
| 9.               | "Aerodynamic Beats / Forget About the World"                                   | 3:32       |
| 10.              | "The Prime Time of Your Life / The Brainwasher / Rollin' & Scratchin' / Alive" | 10:22      |
| 11.              | "Da Funk / Daftendirekt"                                                       | 6:37       |
| 12.              | "Superheroes / Human After All / Rock'n Roll"                                  | 5:41       |
| Tổng thời lượng: | Tổng thời lượng:                                                               | 74:02      |

| Đĩa 2 (phiên bản đặc biệt) | Đĩa 2 (phiên bản đặc biệt)                                                            | Đĩa 2 (phiên bản đặc biệt) |
| STT                        | Nhan đề                                                                               | Thời lượng                 |
| -------------------------- | ------------------------------------------------------------------------------------- | -------------------------- |
| 1.                         | "Human After All / Together / One More Time (reprise) / Music Sounds Better with You" | 9:58                       |
| 2.                         | "Harder, Better, Faster, Stronger (Alive 2007)" (video âm nhạc)                       | 4:35                       |

## Thứ hạng
| Thứ hạng (2007–08)                            | Vị trí cao nhất |
| --------------------------------------------- | --------------- |
| Album Úc (ARIA)                               | 14              |
| Album Bỉ (Ultratop Vlaanderen)                | 6               |
| Album Bỉ (Ultratop Wallonie)                  | 6               |
| Album Hà Lan (Album Top 100)                  | 47              |
| Album Pháp (SNEP)                             | 2               |
| Album Ireland (IRMA)                          | 34              |
| Album Ý (FIMI)                                | 98              |
| Album México (Top 100 Mexico)                 | 25              |
| Album Thụy Sĩ (Schweizer Hitparade)           | 17              |
| Album Anh Quốc (OCC)                          | 86              |
| Album Hoa Kỳ Billboard 200                    | 169             |
| Album Hoa Kỳ Top Dance/Electronic (Billboard) | 1               |

| Thứ hạng (2007)   | Vị trí cao nhất |
| ----------------- | --------------- |
| Album Pháp (SNEP) | 36              |

| Thứ hạng (2008)                                | Vị trí cao nhất |
| ---------------------------------------------- | --------------- |
| Album Úc (ARIA)                                | 86              |
| Album Pháp (SNEP)                              | 82              |
| Hoa Kì Top Dance/Electronic Albums (Billboard) | 12              |

## Chứng nhận
| Quốc gia                                                                           | Chứng nhận  | Số đơn vị/doanh số chứng nhận |
| ---------------------------------------------------------------------------------- | ----------- | ----------------------------- |
| Úc (ARIA)                                                                          | Vàng        | 35.000^                       |
| Bỉ (BEA)                                                                           | Bạch kim    | 30.000*                       |
| Pháp (SNEP)                                                                        | 2× Bạch kim | 200.000*                      |
| Anh Quốc (BPI)                                                                     | Bạc         | 60.000*                       |
| * Chứng nhận dựa theo doanh số tiêu thụ. ^ Chứng nhận dựa theo doanh số nhập hàng. |             |                               |

## Lịch sử phát hành
| Khu vực  | Thời điểm phát hành  | Phuơng thức | Hãng   |
| -------- | -------------------- | ----------- | ------ |
| Pháp     | 19 tháng 11 năm 2007 | CD          | Virgin |
| Bắc Mĩ   | 4 tháng 12 năm 2007  | CD          | Virgin |
| Anh Quốc | 25 tháng 2 năm 2008  | CD          | Virgin |